# 梅萨姆·萨利希
梅萨姆·萨利希（波斯語：میثم صالحی，1998年11月17日—），伊朗男子排球运动员，2021年亚洲男子排球锦标赛金牌得主、2023年亚洲男子排球锦标赛银牌得主、2022年亞洲運動會男子排球比賽金牌得主。